# Leucospis tricolor
Leucospis tricolor is een vliesvleugelig insect uit de familie Leucospidae. De wetenschappelijke naam is voor het eerst geldig gepubliceerd in 1883 door Kirby.